# Chiesa di San Lorenzo (Costa Serina)
La chiesa di San Lorenzo è il principale luogo di culto cattolico di Costa, frazione di Costa Serina, in provincia e diocesi di Bergamo; fa parte del vicariato di Selvino-Serina.

## Storia
La chiesa ha una storia antica,dato che è una tra le più antiche chiese della diocesi di Bergamo,costruita verso l'anno 1000, anche se probabilmente prima di quest'epoca esisteva un piccolo edificio di culto delle dimensioni di una cappella, dedicato a Sant'Ambrogio. nel 1448 fu ricostruito un antico luogo di culto dedicato a san Lorenzo martire. inserita nel libro censuale redatto dal vescovo Giovanni Barozzi nel 1468 quale matrice della chiesa parrocchiale del Corpus Domini di Pagliaro, di San Pietro apostolo di Sambusita e di Sant'Antonio di Rigosa
attestazione dell'esistenza della chiesa di Costa Serina si trova nel Libro censuale redatto sotto l’episcopato di Giovanni Barozzi, in cui figura come matrice della parrocchia di Pagliaro, Sambusita e Rigosa.
La chiesa fu visitata dall'arcivescovo san Carlo Borromeo il 27 settembre 1575. Dagli atti della visita risulta che la chiesa aveva sei altari retti dalle scuole del Corpo di Cristo, della Maria Maddalena, dei disciplini nonché la congregazione pia della Misericordia.
Nel 1666 la chiesa fu inserita nel sommario delle chiese di Bergamo stilato dal cancelliere della curia di Bergamo Giovanni Giacomo Marenzi e indicata nella circoscrizione di Dossena e sotto l'invocazione dei santi Lorenzo e Ambrogio. Le diverse congregazioni reggevano i sei altari della chiesa tra cui quella del Santissimo Sacramento che gestiva l'altare maggiore.
Nuovamente visitata nel 1778 la chiesa fu visitata dal vescovo Giovanni Paolo Dolfin e agli atti fu allegata la relazione dell'allora parroco che documentala presenza di sei altari con le relative scuole e la presenza della confraternita pia della Misericordia.
La primitiva chiesa non rispondeva più alle esigenze della comunità locale, fu quindi riedificata tra i 1793 e il 1813 con il supporto in lavoro e economico dei parrocchiani e consacrata nel 1880 del vescovo Gaetano Camillo Guindani con l'intitolazione a san Lorenzo e sant'Ambrogio. La torre campanaria fu alzata di una campata nel 1910: La chiesa fu dotata di un nuovo battistero nel 1962 e il nuovo presbiterio realizzato nel 1969. Tutta la seconda metà del Novecento fu dedicata alle opere di abbellimento con nuovi decori e con lavori di manutenzione.
Con decreto del 27 maggio 1979 del vescovo di Bergamo Giulio Oggioni, la chiesa fu inserita nel vicariato locale di Selvino-Serina.

## Descrizione

### Esterno
L'edificio di culto si presenta con il classico orientamento con abside a est ed è preceduto da un ampio sagrato con pavimentazione in bolognini di porfido, delimitato da una barriera in ferro e collegato alla viabile urbana da un'ampia gradinata.
Il porticato precede la facciata neoclassica, aperto con cinque arcate diviso da paraste che reggono la trabeazione e il fregio e il cornicione di gronda con copertura a tre spioventi. Le due arcate ai lati proseguono con gli ambulacri laterali, dove vi sono gli ingressi secondari. L'ingresso principale è posto nella parte centrale della facciata con semplice contorno in pietra sagomata. La parte presenta lateralmente due nicchie vuote.
Sul lato destro sono presenti due antichi portali: quello più antico, costruito in stile romanico con pietra locale e risalente al 1100, ed uno del 1400 circa, più maestoso e con tracce di affreschi nelle vicinanze.
Inoltre nel corso del Quattrocento il portale romanico fu murato e fu installata un'acquasantiera tuttora presente che reca la frase "S.Laurenti Ora pro n".
Questa è la più antica testimonianza della chiesa di San Lorenzo, dato che quella primitiva era dedicata a Sant'Ambrogio.
L'ordine superiore è tripartito da quattro lesene in muratura che reggono il frontone con il timpano triangolare dove è posta la scritta con l'intitolazione della chiesa, mentre la finestra centrale presenta contorno sagomato in muratura.

### Interno
L'interno a unica navata con volta a botte si divide in sei campate da lesene in muratura che reggono la trabeazione e il cornicione che percorre tutta l'aula. A sinistra della prima campata vi è il battistero inserito in uno sfondato ad arco. La seconda navata ospita a sinistra l'altare del Santo Crocifisso con il cinquecentesco crocifisso ligneo e corrispondente a destra l'altare della Madonna con santi Gerolamo, Domenico, Lorenzo martire e Caterina d'Alessandria, questa parte conserva l'affresco raffigurante le sante Marta e Lucia indicata come opera di Maffiolo da Cazzano. Le campata successive sono dedicate agli ingressi laterali e al pulpito ligneo. La sesta è dedicata agli altari della Madonna del Santo Rosario a sinistra e corrispondente a destra la cappella dedicata a San Giuseppe. 
La zona presbiteriale con copertura da tazza circolare anticipata dell'arco trionfale e rialzata da cinque gradini è di misura inferiore rispetto alla navata, e termina con il coro absidale con coro ligneo in noce con l'alzata centrale decorata con l'altorilievo raffigurante il Processo di san Lorenzo martire.
L'altare maggiore in marmo nero si presenta con tre alzate dedicate ai candelieri e intarsiate e arretrata vi è la tribuna dedicata all'esposizione del Santissimo Sacramento.
Tra le opere recuperate dalla chiesa primitiva vi sono anche due affreschi raffiguranti Lo sposalizio mistico fra Gesù bambino e Santa Caterina d'Alessandria e La Maestà; in quest'ultimo affresco sia la Madonna che Gesù bambino mancano ambedue del volto.
Nella parrocchiale è presente anche un organo Antegnati del 1607 di buona fattura, restaurato più volte nei secoli a venire con l'aggiunta di nuovi registri.